# Serradium brembanum
Serradium brembanum är en mångfotingart som beskrevs av Pius Strasser 1971. Serradium brembanum ingår i släktet Serradium och familjen plattdubbelfotingar. Inga underarter finns listade i Catalogue of Life.